# Лайпцигер Гозе
Лайпцигер Гозе (на немски: Leipziger Gose) е традиционна германска регионална бира, тип ейл, която се прави в района на Лайпциг, Германия, и има съдържание на алкохол от 4 до 5 об. %. През последните години Гозе се произвежда и от няколко пивоварни в САЩ и Канада.

## История
Историята на Гозе е свързана с повече от 1000-годишна пивоварна традиция, но днес Гозе се асоциира най-вече с Лайпциг, столицата на Саксония.
Бирата Лайпцигер Гозе получава наименованието на реката Гозе, която тече през град Гослар в провинция Долна Саксония, на около 160 км западно от Лайпциг. През ХІ век Гослар е важен търговски и минен център, известен и със своето пивоварство.
В края на Средновековието с упадъка на Гослар, част от местните пивовари се местят в Лайпциг и градът бързо се превръща в най-големия пазар на Гозе. Запазен е лиценз за производство на Гозе, издаден от градския съвет на Лайпциг през 1738 г. на местния ханджия Гизеке. Производството на Гозе в Лайпциг подкопава икономическата жизнеспособност на госларските пивоварни и вследствие на спада в продажбите през 1826 г. варенето на Гозе в Гослар е прекратено. В Лайпциг, от друга страна, Гозе става най-популярната бира и през 1900 г. в града има повече от 80 пивоварни и бирарии предлагащи Гозе. Като последица от налагането на този стил в саксонската столица, самата бира започва да се нарича Лайпцигер Гозе.
През ХХ век Лайпцигер Гозе постепенно изпада в забвение. Въздушните нападения по време на Втората световна война разрушават пивоварните съоръжения в Лайпциг, които плановата икономика на ГДР се оказа неспособна да възстанови. Разделението на Германия по време на Студената война води до още по-голям спад в производството на специалитета. През 1950 г. производството на Гозе в Лайпциг е преустановено.
След Обединението на Германия през 1990 г. този традиционен стил бира се възражда като много пивоварни от района на Лайпциг започват отново да го произвеждат. Една от движещите сили за възстановяването на Лайпцигер Гозе е пивоварната „Gosebrauerei Bayerischer Bahnhof“, открита през 2000 г. в Лайпциг.

## Характеристика
Гозе е кисел ейл, направен от пшеничен и ечемичен малц и подправен с кориандър и хмел. Отличава се с мек, пикантен аромат на кориандър. Вкусът е леко кисел, с комплексни нотки на банан, зелена ябълка, сушени кайсии и кориандър. Цветът варира от тъмно до светложълт.
Гозе се разлива в стъклени цилиндрични чаши, като по желание може да се сервира, подобно на Берлинер Вайс, с добавка от сладък ароматен сироп от малина или лазаркиня.

## Търговски марки
В Германия се произвеждат марките Bayerischer Bahnhof Original Leipziger Gose, Döllnitzer Ritterguts Gose, Altenauer Gose, Braustelle Kölner Gose и Goslarer Gose Dunkel.
В САЩ се произвеждат марките Portsmouth Gose, Triumph Gose, Cascade Summer Gose, Cascade Spring Gose, Pilot Series Arschgeweih Gose, Portsmouth Dunkel Gose, Cascade Winter Gose, Cascade Autumn Gose, Brugge Brasserie Bad Kitty Liepziger Gose, Four Peaks Gosebier и др., в Канада – Beaus Opa’s Gose.